# Arvaikheer
Arvaikheer (tiếng Mông Cổ: Арвайхээр) là thủ phủ của tỉnh Övörkhangai và là một trong những điểm định cư nằm ở trung tâm địa lý của đất nước Mông Cổ. Thành phố là một trung tâm của các ngành nghề thủ công truyền thống, chăn nuôi dê và môn thể thao cưỡi ngựa và cũng là nơi tổ chức nhiều lễ hội đua ngựa lớn hàng năm.

## Vị trí
Thành phố nằm gần trung tâm địa lý của Mông Cổ và có đô cao trung bình là 1913 mét. Thành phố cách thủ đô Ulan Bator 430 km về phía tây nam. Phía nam của thành phố là thảm thực vật thảo nguyên trải dài đến sa mạc Gobi. Arvaykheer có khí hậu khô hạn với lượng mưa hàng năm chỉ là 254,2 mm
Arvaikheer có dân số là 19.058 (điều tra 2000), 23.298 (ước tính 2004), 24.954 (ước tính 2006) và 25.622 (ước tính 2008.). Đây là điểm định cư đông dân nhất toàn tỉnh Övörkhangai.

## Giao thông
Sân bay Arvaykheer (AVK/ZMAH) nằm cách thành phố 1 km và có một đường băng dài 1,5 km chưa được trải nhựa, sân bay có các chuyến bay thường kỳ đi và đến thủ đô Ulan Bator vàAltai. Ngoài ra, cũng có thể đến thành phố trên tuyến xa lộ được trải nhựa bằng các loại xe khách và từ thành phố cũng có thể sử dụng các loại xe khác nhau để vượt qua các ngọn núi phía bắc và nam để đến các sum khác trong tỉnh.

## Cơ sở hạ tầng
Cho đến trước năm 1990, quân đội Liên Xô vẫn đồn trú trên địa bàn thành phố và sự hiện diện lâu dài này đã ảnh hưởng đến các kiến trúc của thành phố ngay từ ban đầu. Tuy nhiên, trong những năm gần đây, nhiều công trình công cộng đã được nâng cấp hay xây mới như Cung Thể thao ở phía đông thành phố. Một công viên đối diện cũng đã được hoàn thành, ngoài ra còn có một công viên giải trí cho trẻ em. Các công viên khác mới được xây dựng tại phía tây thành phố. Hầu hết cư dân thành phố đều sinh sống trong các tòa nhà theo lối hiện đại được xây bằng đá hay gỗ.

## Hình ảnh

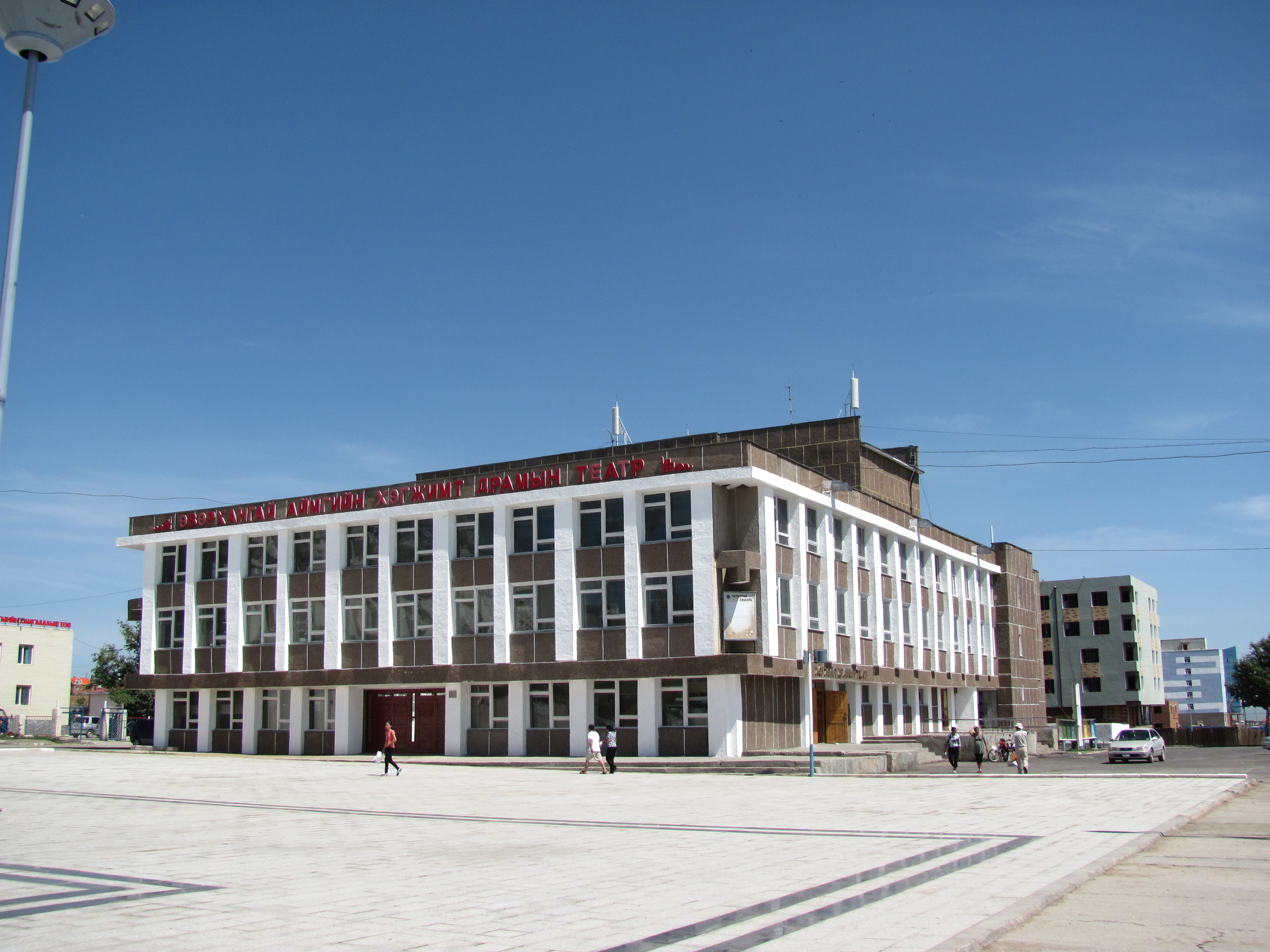
Nhà hát
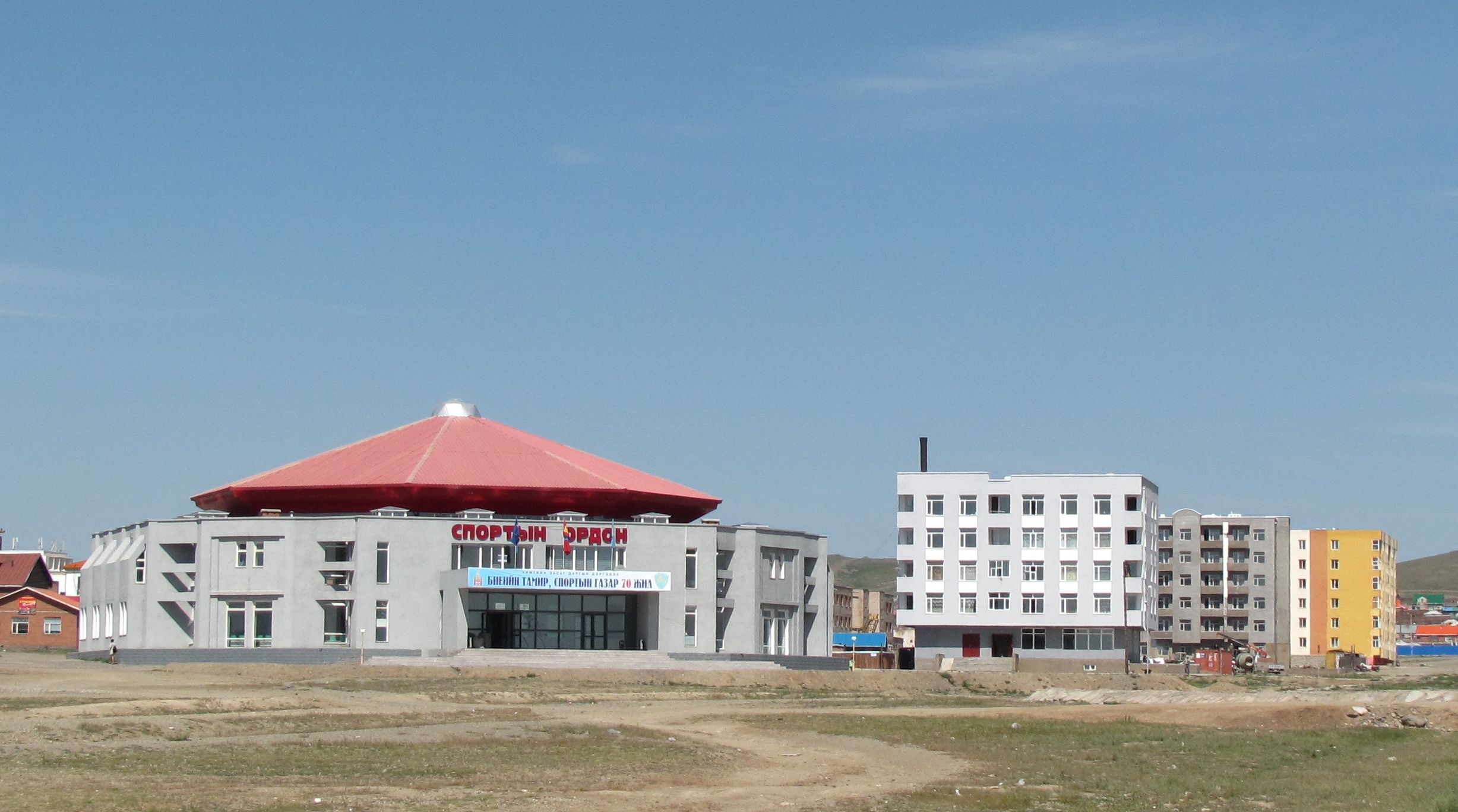
Cung Thể thao
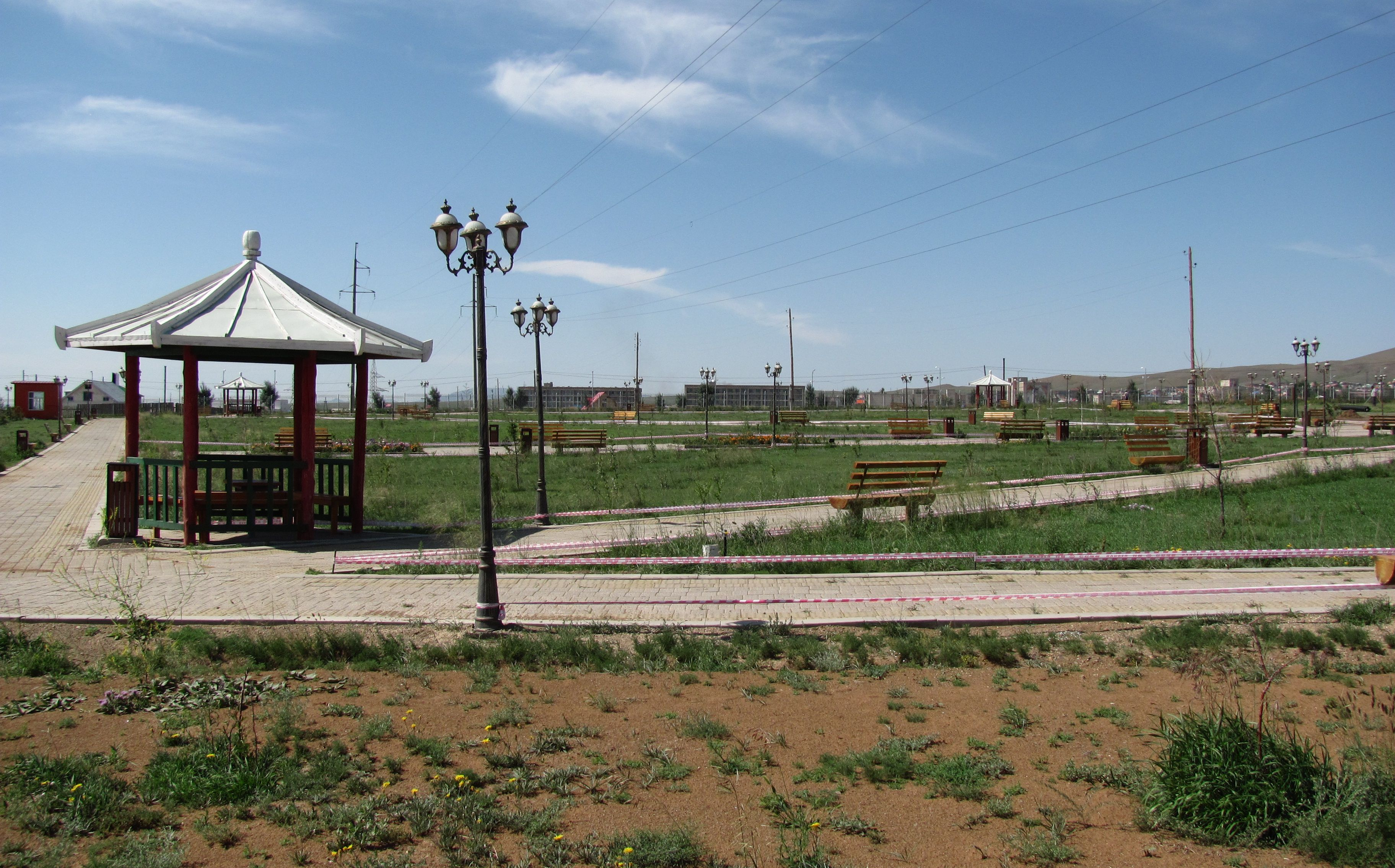
Công viên